# المتحف الوطني للفنون الجميلة في كيبك
المتحف الوطني للفنون الجميلة في كيبك (بالإنجليزية: National Museum of Fine Arts of Quebec)‏ (اختصار: MNBAQ)هو متحف فني في مدينةكندا. يقع المتحف في باتلفيلد بارك وهو مجمع يتكون من أربعة مبانٍ. ثلاثة من المباني شيدت لهذا الغرض للمتحف. تم بناء أحد المباني في البداية كسجن إقليمي قبل إعادة توجيهه لاستخدامه في المتحف.
تم افتتاح المؤسسة باسم متحف مقاطعة كيبك في عام 1933. كان المتحف عبارة عن متحف للأرشيفات الإقليمية والفنون والعلوم الطبيعية حتى عام 1962، عندما تمت إزالة مجموعة العلوم الطبيعية. في العام التالي، تم تغيير اسم المتحف إلى متحف دو كيبيك . تم نقل أرشيفات المقاطعات من المتحف في عام 1979، تاركًا للمؤسسة مجموعة فنية فقط. في عام 2002، تم تغيير اسم المتحف إلى المتحف الوطني للفنون الجميلة في كيبيك.
تضم المجموعة أكثر من 40000 عمل من القرن السادس عشر حتى يومنا هذا. تتضمن المجموعة بشكل أساسي الأعمال التي تم إنتاجها في كيبيك، أو من قبل فنان من كيبيك، على الرغم من أنها تشمل أيضًا أعمالًا من أجزاء أخرى من كندا، وبقية العالم. المتحف تابع لجمعية المتاحف الكندية، وشبكة معلومات التراث الكندي، والمتحف الافتراضي لكندا.

## التاريخ

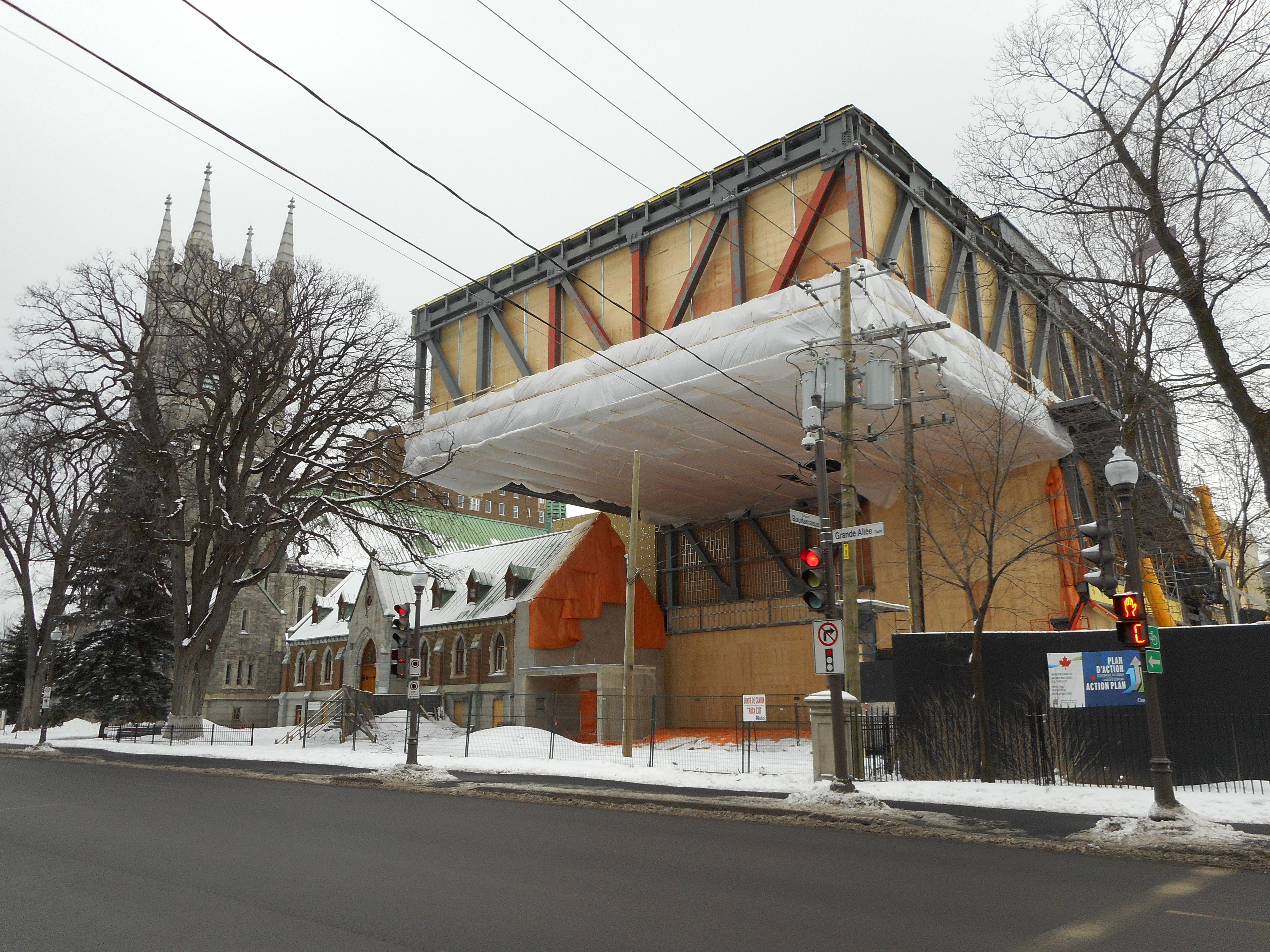
بناء جناح بيير لاسوند في عام 2014

قبل إنشاء المتحف، حصلت المقاطعة على العديد من العناصر والأعمال من أجل إنشاء مجموعة إقليمية من الفن والتاريخ الطبيعي.  اقترح رئيس وزراء كيبيك، لومير جوين، لأول مرة فكرة إنشاء مجموعة إقليمية من الفن كجزء من برنامج «تعريف دولة كيبيك».  ومع ذلك، فقد تم إنشاء المجموعات وتنظيمها بشكل أساسي في عهد خليفته لويس ألكسندر تاشيرو.  بدأ البرنامج رسميًا في مارس 1920، عندما أعلن الوزير في مجلس الوزراء، أثاناسي ديفيد، عن مبادرة حيث ستدعم المقاطعة الفنانين المقيمين في كيبيك من خلال شراء أعمالهم.  اختارت لجنة تحكيم مؤلفة من خمسة رجال في البداية أعمالًا للمجموعة، واختيار الأعمال التي يعتقدون أنها دفعت مفهوم الماضي الريفي المشترك، وأكدت «اتجاهات الفن المبتكرة» من قبل فنانين في كيبيك. 
في عام 1922، أقر المجلس التشريعي في كيبيك
قانون متاحف مقاطعة كيبيك، وتوفير التمويل لبناء المتاحف في جميع أنحاء المحافظة. ومع ذلك، لم يبدأ تشييد جناح جيرار موريسيت حتى عام 1928 ؛ تم افتتاح المتحف أخيرًا للجمهور في يونيو 1933. في البداية، عملت المؤسسة على أنها فن، متحف العلوم الطبيعية، وأرشيف المحافظة. 
تمت إزالة مجموعة التاريخ الطبيعي من المتحف في عام 1962، وتمت إعادة تسمية المؤسسة باسم
متحف كيبيك في العام التالي.   انتقلت أرشيفات المقاطعات من المتحف إلى جامعة لافال في عام 1979، تاركة للمؤسسة مجموعتها الفنية فقط.   تم تحويل المؤسسة رسميًا إلى شركة تاج إقليمية في عام 1983.  
من عام 1989 إلى عام 1991، قام المتحف بتجديد مبناه الأصلي وتوسيع مجمع المباني من خلال الاستحواذ على جناح جناح شارل بيليرجي.   أدى اقتناء وتجديد مبنى السجن السابق إلى زيادة المساحة السطحية للمتحف إلى أكثر من الضعف.  أدى تجديد السجن السابق إلى توسيع مساحة المشاهدة بالمتحف إلى 12 معرضًا، ووفر مساحة لقاعة احتفالات ومحل لبيع الهدايا ومطعم ومخازن وورش عمل.  تم الانتهاء من حديقة النحت بالمتحف بعد وقت قصير من افتتاح جناح شارل بايلارجيني في عام 1993. 
في عام 2002، تم تغيير اسم المتحف إلى المتحف الوطني للفنون الجميلة في كيبيك.   بدأ بناء جناح بيير لاسوند في عام 2013 وافتتح للجمهور في عام 2016. 

## أسباب

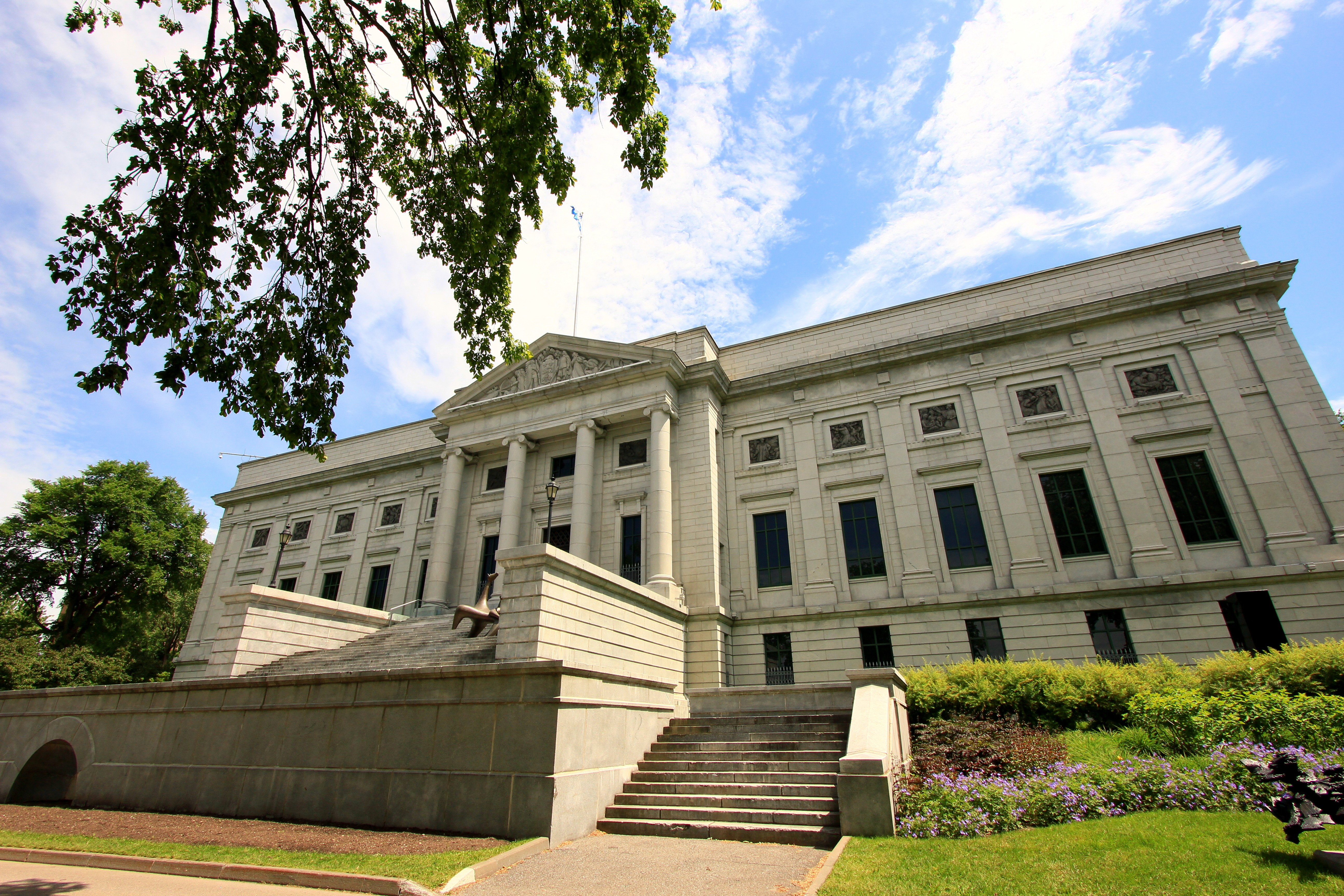
كان جناح جيرار موريسيت هو أول مبنى يستخدمه المتحف

يقع مكان الإقامة في حديقة باتلفيلد، مع مجمع المتحف المكون من أربعة مبانٍ، وجناح جيرار موريسيت، وجناح تشارلز بيليرجي، وجناح بيير لاسوندي، والجناح المركزي / القاعة الكبرى. شبكة أنفاق تربط الأجنحة.

### جناح جيرار موريسيت
كان جناح جيرار موريسيتهو أول مبنى تم تشييده للمتحف. بدأ العمل في المبنى في مايو 1928 واكتمل في أوائل عام 1931.  صمم ويلفريد لاكروا المبنى بأسلوب الفنون الجميلة ونحت جوزيف إميل برونيه النقوش على الواجهة. تم افتتاح المبنى للجمهور في يونيو 1933.  يتميز المبنى بالرخام الأبيض ودرجات واسعة على الطراز الفيكتوري وسقوف منحوتة. في عام 2018، أكمل المتحف تجديدات جناح جيرار موريسيت، والتي شهدت إشراق مساحات المشاهدة، بالإضافة إلى تنسيق الهيكل مع بقية مجمع المتحف.

### جناح شارل بيليرجي

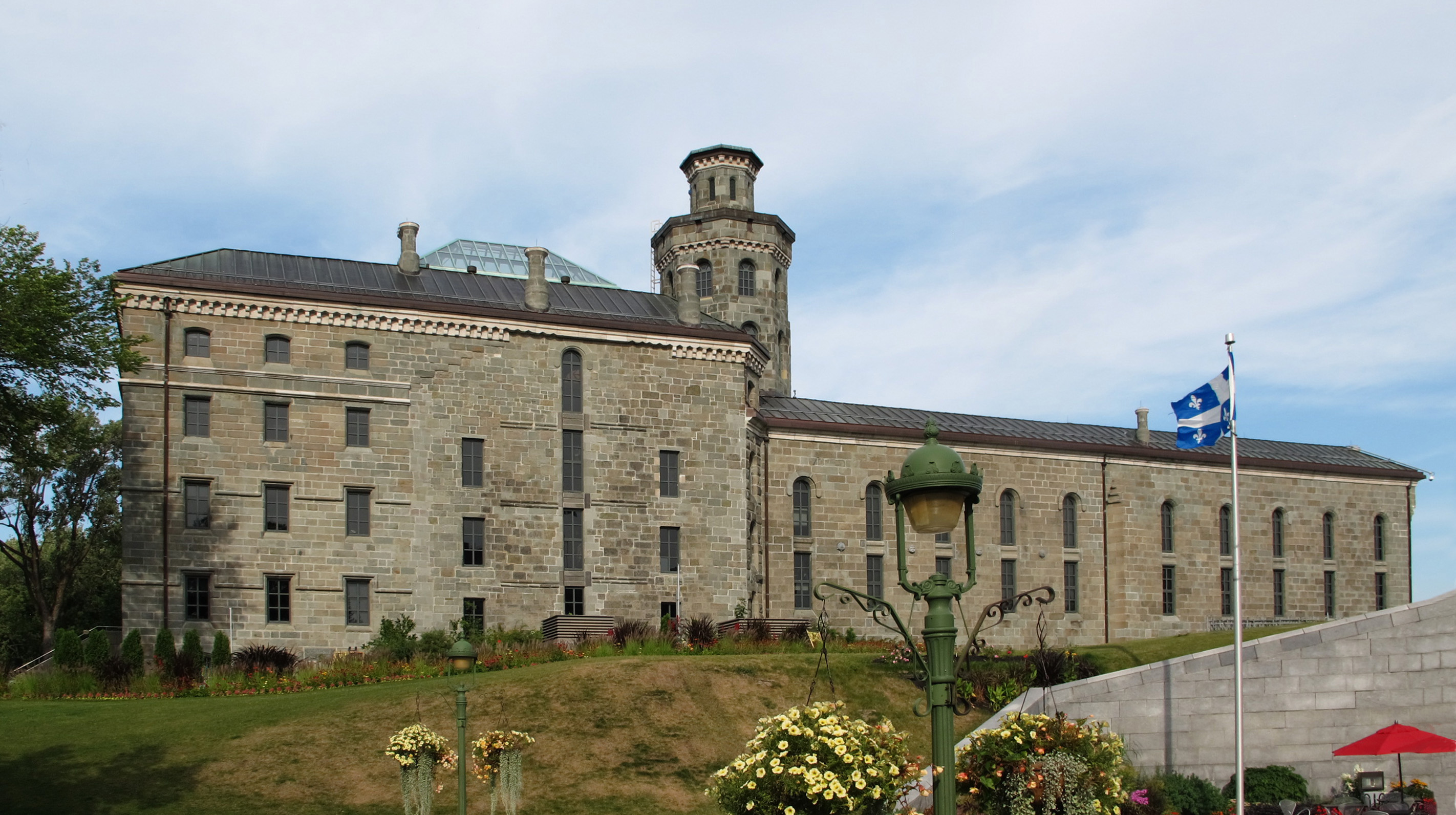
كان جناح تشارلز بيليرجي في السابق سجنًا أعاد المتحف تصميمه لاحقًا

يعد جناح جناح شارل بيليرجي ثاني مبنى يشغله المتحف، على الرغم من أن عمره يسبق المباني الأخرى في مجمع المتحف.  صمم تشارلز بيلبرغ الجناح في عام 1867 لاستخدامه كسجن.  تم تصميم التصميم على غرار مرفق الإصلاح في أوبورن ، في أوبورن ، نيويورك.  كان المبنى يؤوي النزلاء حتى عام 1970. 
بعد فترة وجيزة من الحصول على الممتلكات، خضع المتحف لعملية تجديد لمدة عامين بدءًا من عام 1989.  أدت التجديدات إلى إنشاء أربعة معارض داخل الجناح،  وقسم من الزنازين المحفوظة لإبراز استخدام المبنى سابقًا كسجن.  تم تصميم أعمال التجديد من قبل تشارلز دورفال ولويس فورتين.  إلى جانب المبنى، صمم دورفال وفورتينأيضًا منفذًا تحت الأرض يربط جناح جيرارد موريسيت بجناح شارل بيليرجي.  في محاولة للحفاظ على
حديقة باتلفيلد، أخفى التصميم جزءًا من الجناح الجديد تحت المناظر الطبيعية للحديقة.  افتتح المتحف الجناح للجمهور في مايو 1991. 

### الجناح المركزي
تم بناء الهرم ذو الواجهة الزجاجية، المعروف بالجناح المركزي أو القاعة الكبرى، خلال تجديدات 1989-1991 لمجمع المتحف، وصممه أيضًا دورفال وفورتين.   يقع الجناح المركزي بين جناح جيرار موريسيت وجناح شارل بيليرجي. إنه بمثابة مركز زوار المتحف. 

### جناح بيير لاسوند

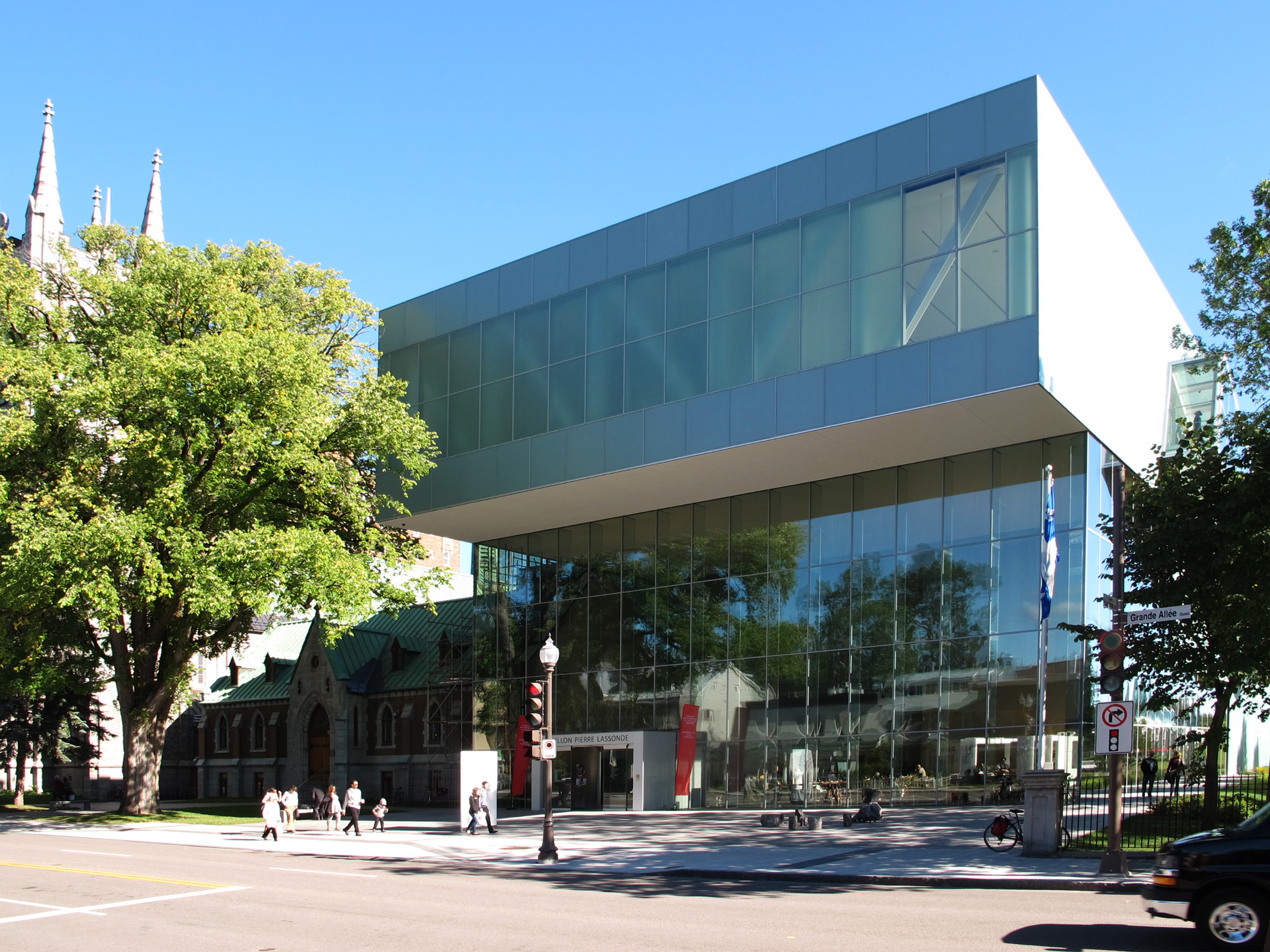
جناح بيير لاسوند في عام 2016 ، بعد ثلاث سنوات من افتتاحه

بدأ بناء جناح بيير لاسوند في عام 2013، وافتتح المبنى للجمهور في يونيو 2016.  يحتوي الجناح على نقطة وصول مغلقة بالزجاج من الزقاق الكبير إلى باقي مجمع المتاحف داخل حديقة باتلفيلد. صمم مكتب متروبوليتان للهندسة المعمارية 14,900 متر مربع (160,000 قدم2) ، مع الشركاء الرئيسيين جيسون لونج وشوهي شيغيماتسو.  أثناء تشييد المبنى، تم إجراء تجديدات أيضًا على نظام أنفاق المتحف، وتحويلها إلى مساحات مشاهدة.  يستخدم الجناح إلى حد كبير الزجاج والصلب لمواد البناء الخاصة به، في محاولة لتعزيز الشفافية بين المتحف وعامة الناس.  المبنى مجاور لكنيسة سانت دومينيك. 
وبلغت التكلفة الإجمالية لبناء الجناح حوالي C $ 103400000.  تبلغ مساحة الجناح 2,741 متر مربع (29,500 قدم2) من مساحة المعرض؛  ويحتوي أيضًا على مقهى في بهو الفندق الرئيسي، وفناء مجاور للردهة، ودرج حلزوني أبيض، ومصعد ذهبي اللون.  تم تسمية المبنى على اسم بيير لاسوند، أحد المتبرعين للمتحف.  تم اختيار تلوين المصعد الذهبي ليعكس عمل لاسوند بالذهب. 

## مجموعة دائمة
اعتبارًا من مارس 2019، تضم المجموعة الدائمة للمتحف 40.000 عمل من 4524 فنانًا مختلفًا من كيبيك وبقية كندا وحول العالم من القرن السادس عشر حتى يومنا هذا. يشير القانون التشريعي الذي يحكم المؤسسات إلى أن الغرض من المتحف هو الترويج للفن والحفاظ عليه من كيبيك، من جميع الفترات في التاريخ، فضلاً عن ضمان حضور للفن الدولي. تم الحصول على المجموعة الدائمة للمتحف من خلال التبرعات أو المشتريات أو طلبها مباشرة من الفنان / الجامع / التاجر.  الأعمال الأولى التي تم الحصول عليها للمجموعة كانت من معرض الربيع السابع والثلاثين لجمعية الفن بمونتريال في عام 1920، على الرغم من بقاء ستة من الأعمال الأصلية فقط في المجموعة الدائمة للمتحف. 
يضم كل جناح في مجمع المتحف قسمًا مختلفًا من مجموعة المتحف. يضم جناح جيرار موريسيت المجموعة الفنية التاريخية للمتحف؛ يضم جناح شارل بيليرجي أعمالًا من الفن الحديث، بينما يضم جناح بيير لاسوند أعمالًا من الفن المعاصر.   

### أعمال محددة

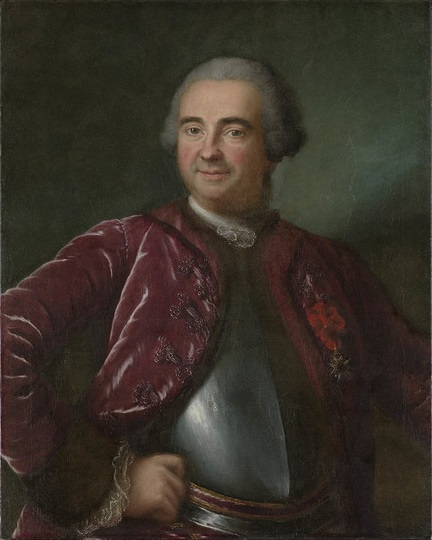
غير معروف ، غاسبار جوزيف شوسيغروس دي ليري ، ج. 1718.
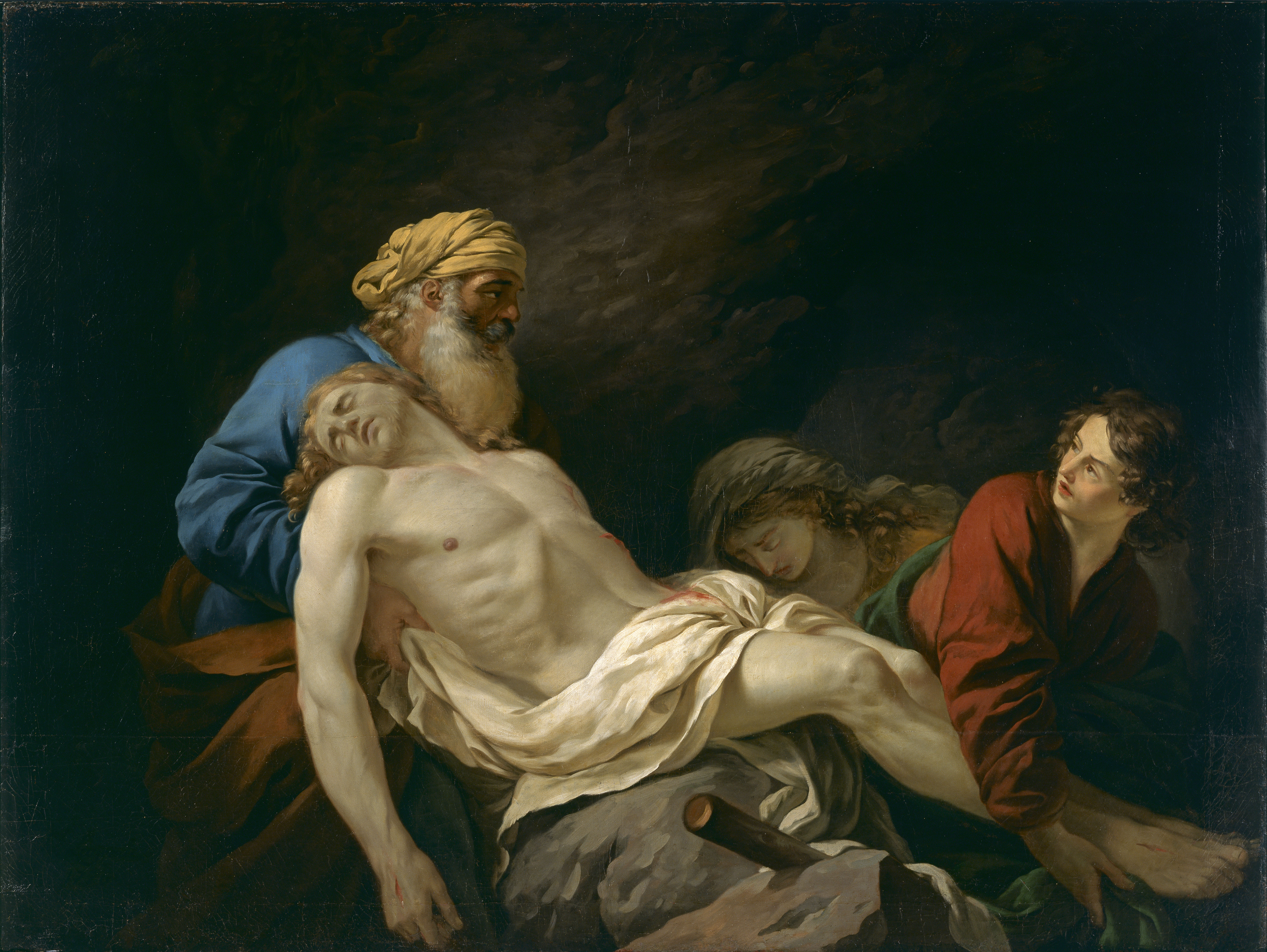
جان جاك لاغرينه  [لغات أخرى]‏ ، La Mise au tombeau ، 1770.
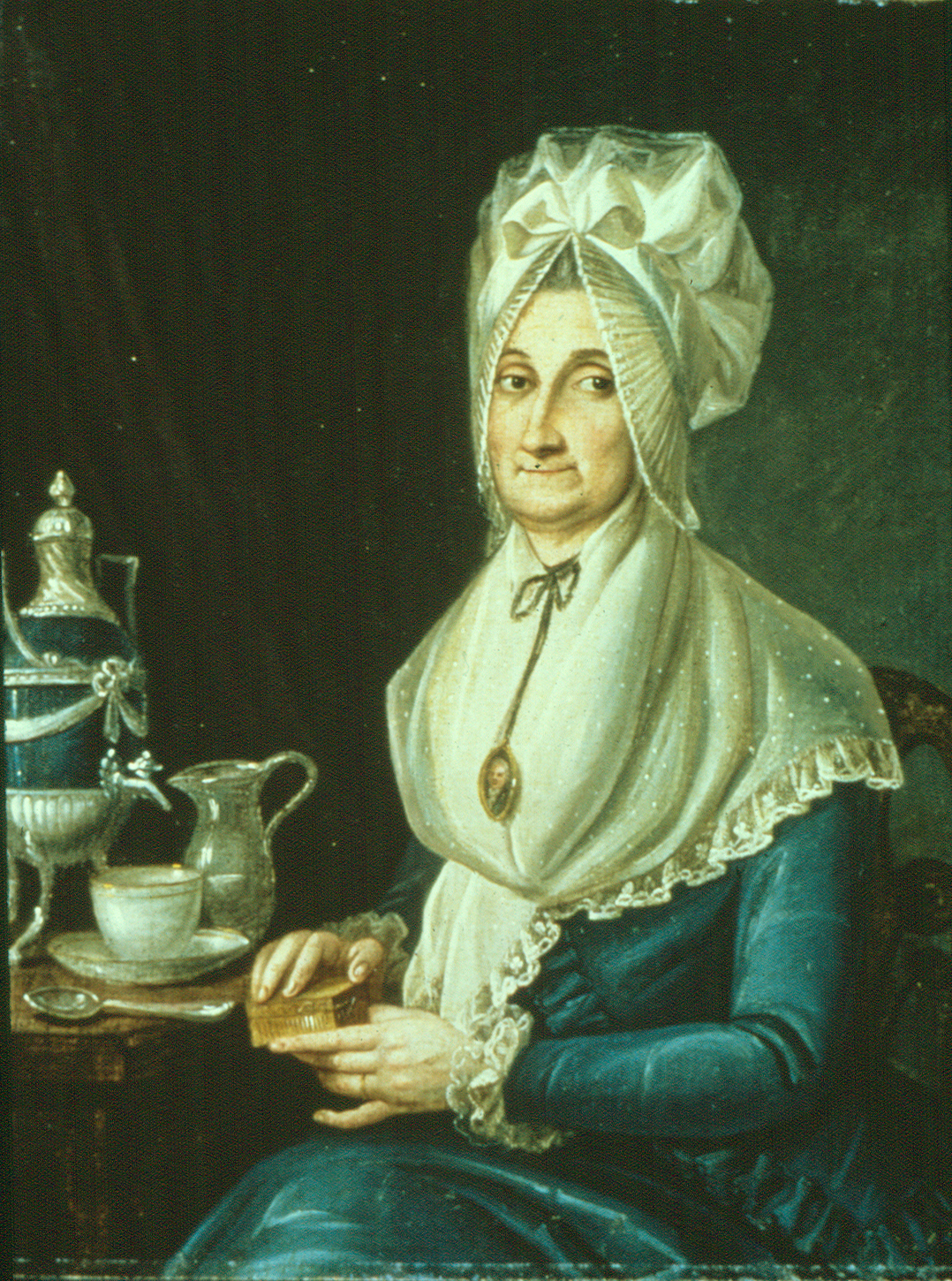
فرانسوا بوكورت  [لغات أخرى]‏ ، مدام يوستاش تروتييه ديسريفيير بوبيان ، ني مارغريت مالهيوت ، 1793.
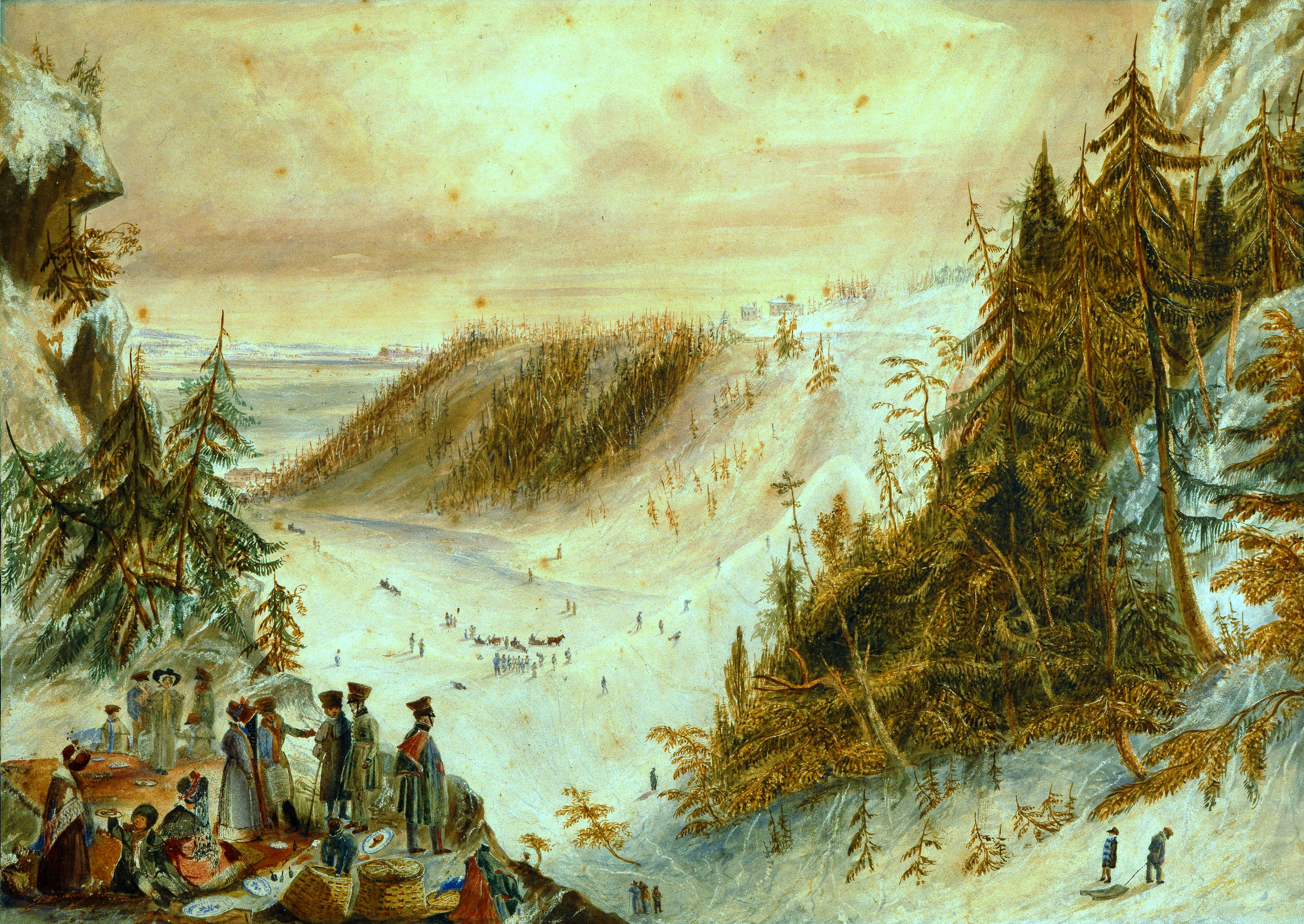
جيمس باتيسون كوكبيرن  [لغات أخرى]‏ ، مخروط الجليد في شلالات مونتمورنسي . ج. 1830.
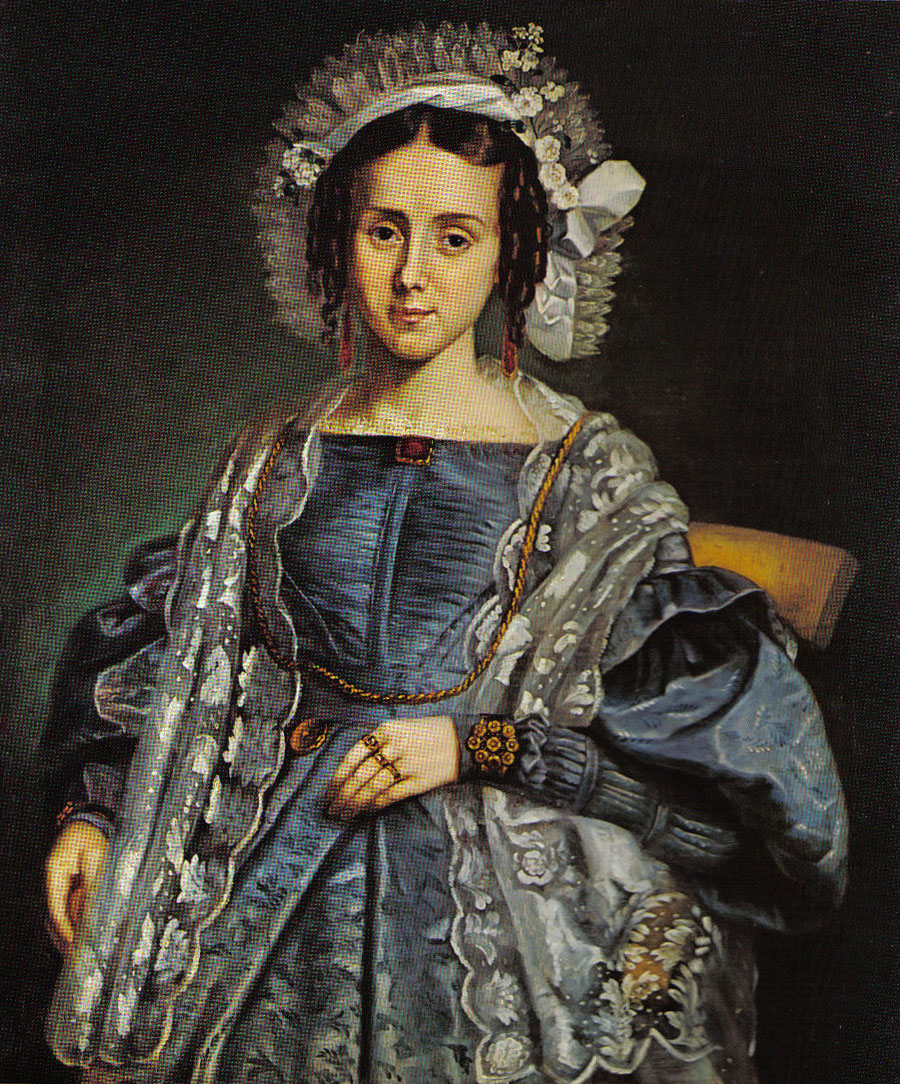
أنطوان بلاموندون  [لغات أخرى]‏ ، مدام جوزيف لورين ، ني ماري لويز دالير ، ١٨٣٩.
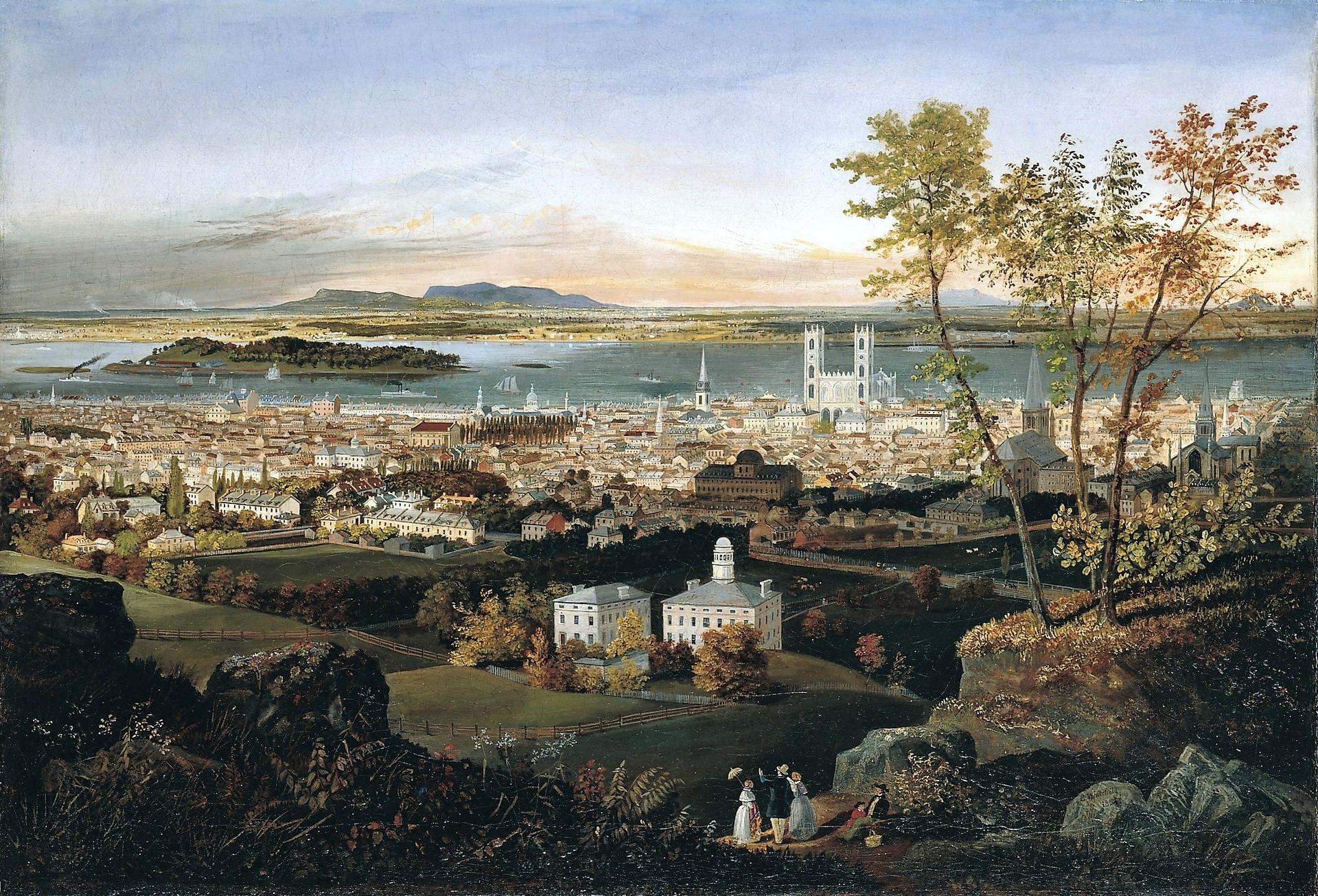
إدوين وايتفيلد  [لغات أخرى]‏ ، مونتريال فو دو مونت رويال ، ١٨٥٣-١٨٥٤.
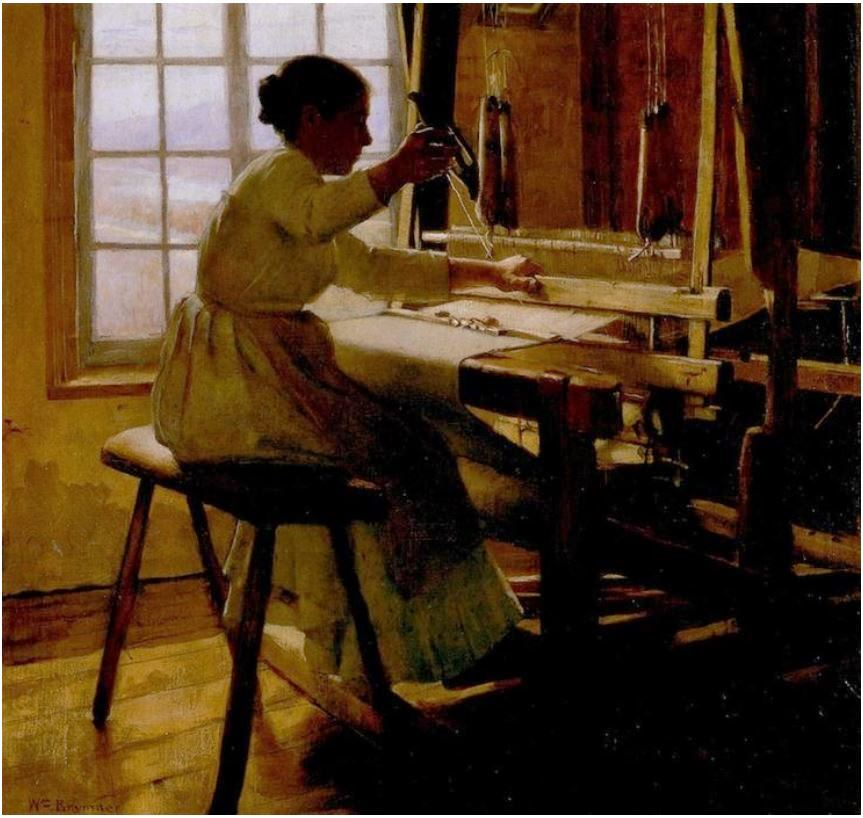
ويليام بريمنر  [لغات أخرى]‏ ، Femme en train de Tisser / La Femme au métier / Woman at Work ، 1885.
تشارلز ألكسندر سميث ، L'Assemblée des six comtés à Saint-Charles-sur-Richelieu، en 1837  [لغات أخرى]‏ ، 1891.
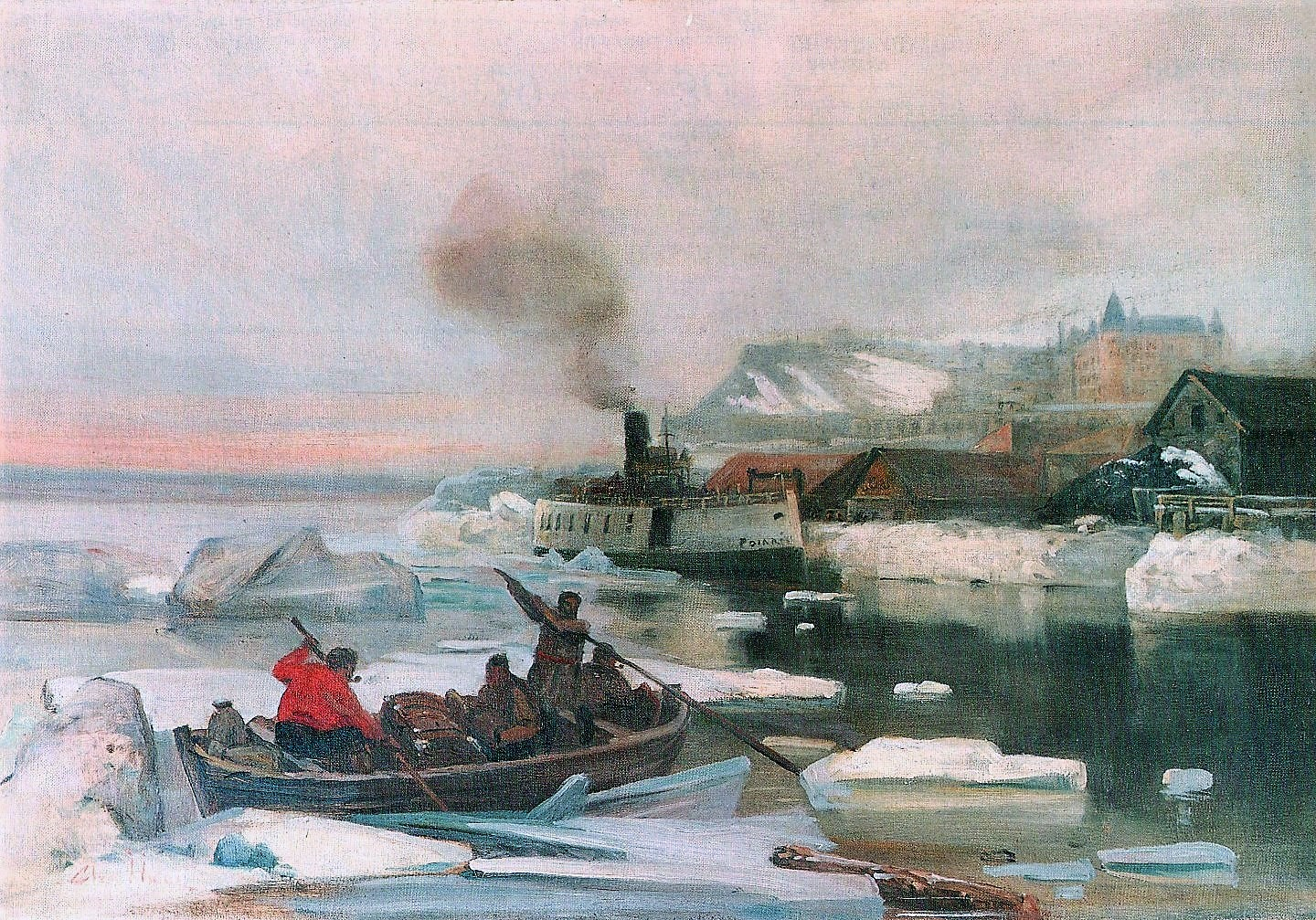
تشارلز هووت ، La Traversée du fleuve en hiver ، ج. 1902.
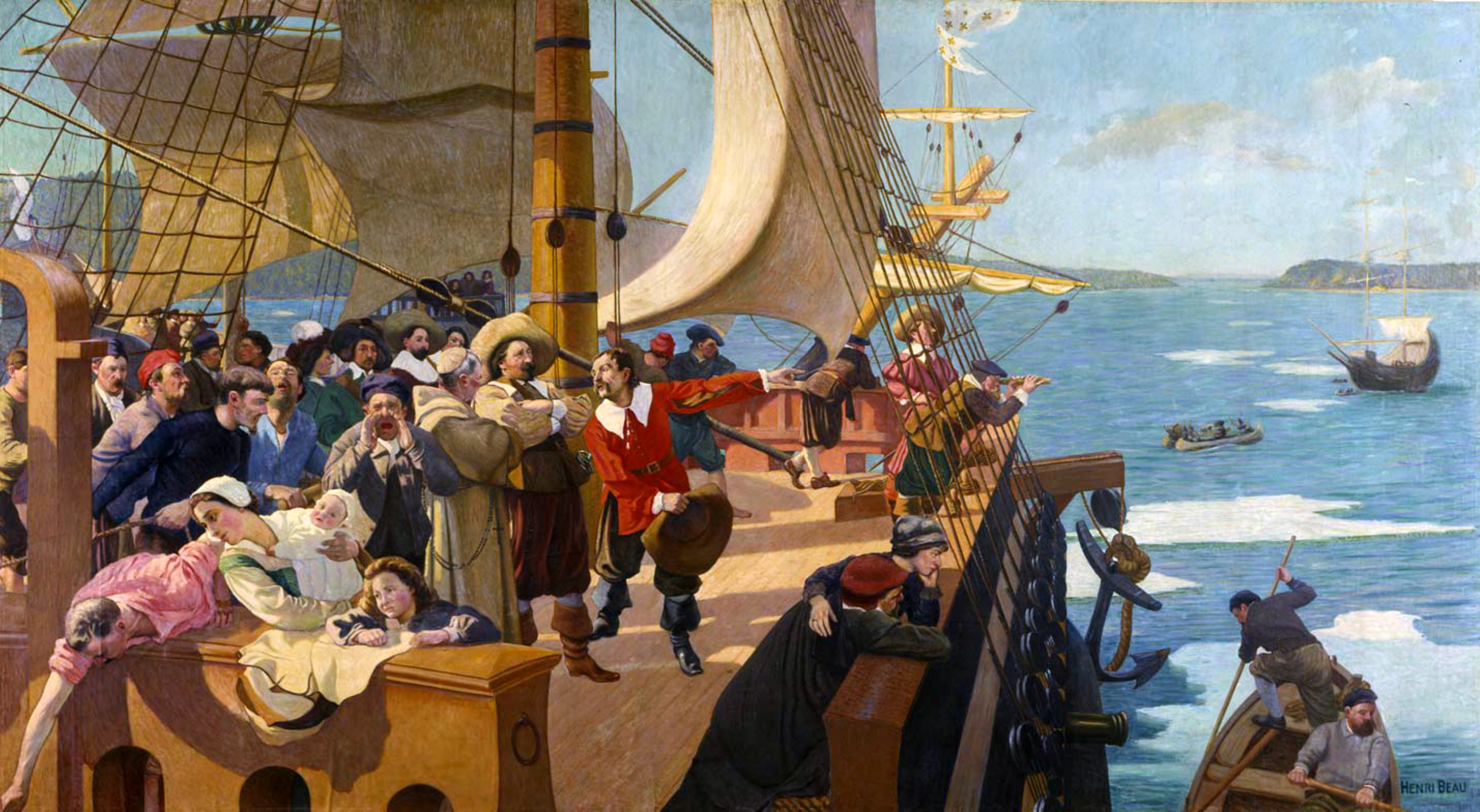
هنري بو  [لغات أخرى]‏ ، L'arrivée de Champlain à Québec ، 1903.
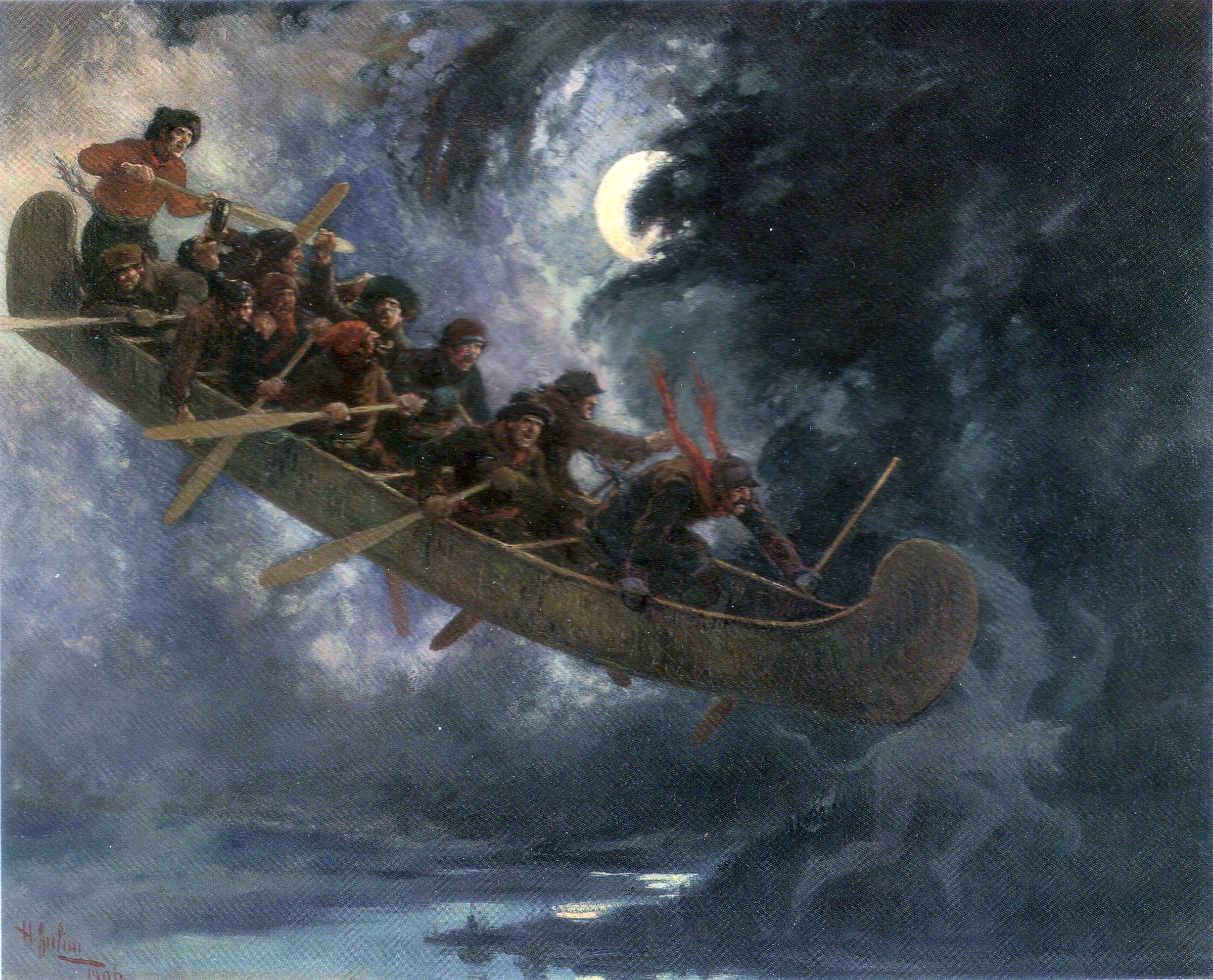
هنري جوليان ، لا تشاس جاليري ، 1906.
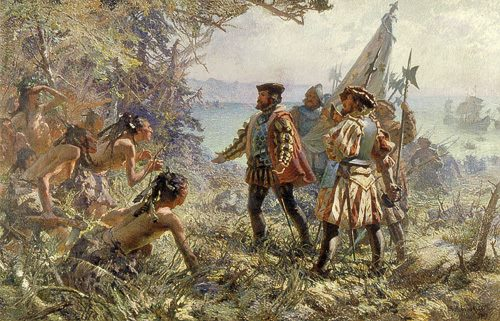
Marc-Aurèle de Foy Suzor-Coté ، Jacques Cartier rencontre les Indiens à Stadaconé ، 1535 ، 1907.
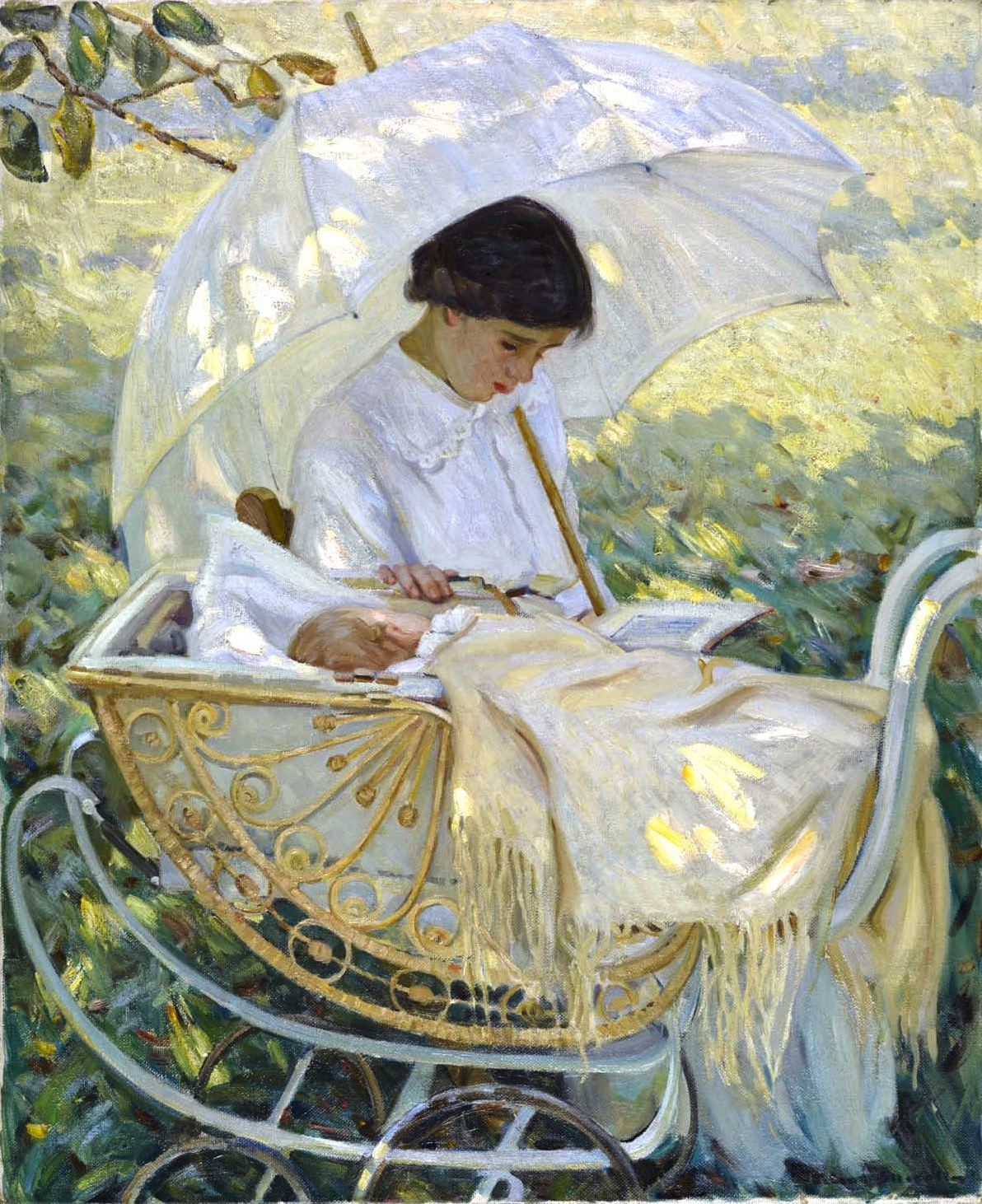
هيلين مكنيكول  [لغات أخرى]‏ ، À l'ombre de l'arbre / In the Shadow of the Tree ، ج. 1910.
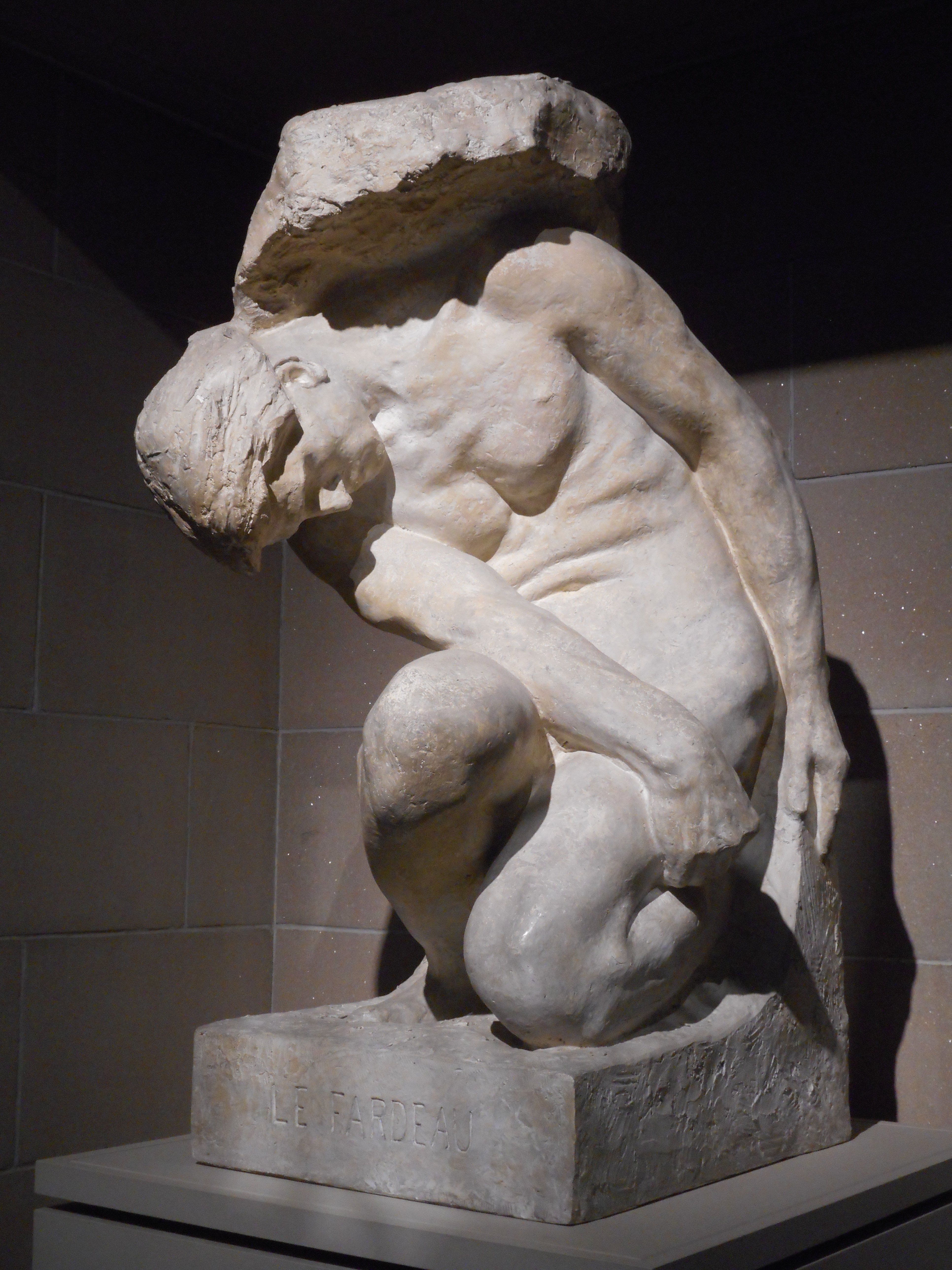
ألفريد لاليبرتي  [لغات أخرى]‏ ، لو فارديو ، ج. 1925.
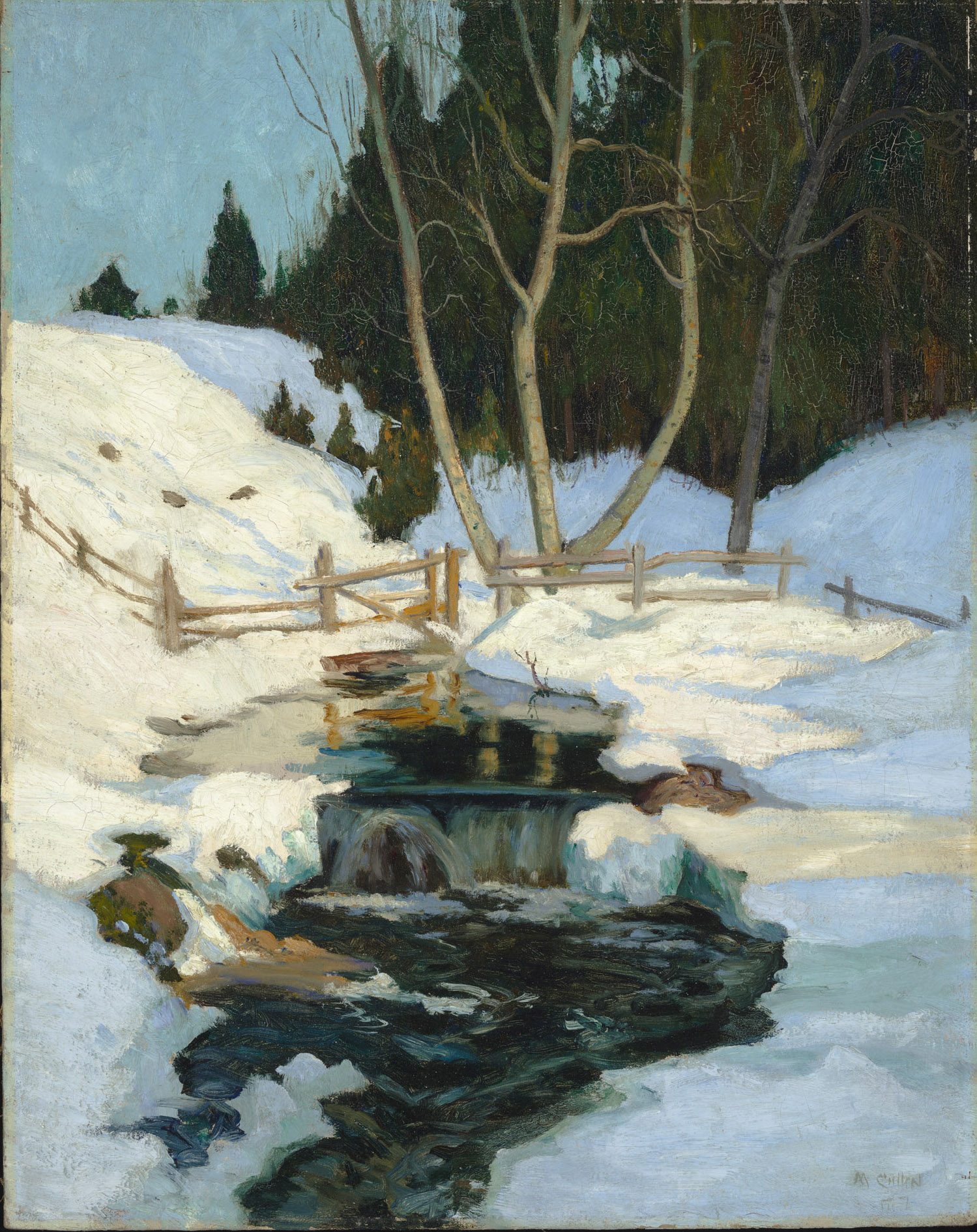
موريس كولين ، La Fonte des neiges ، 1930.
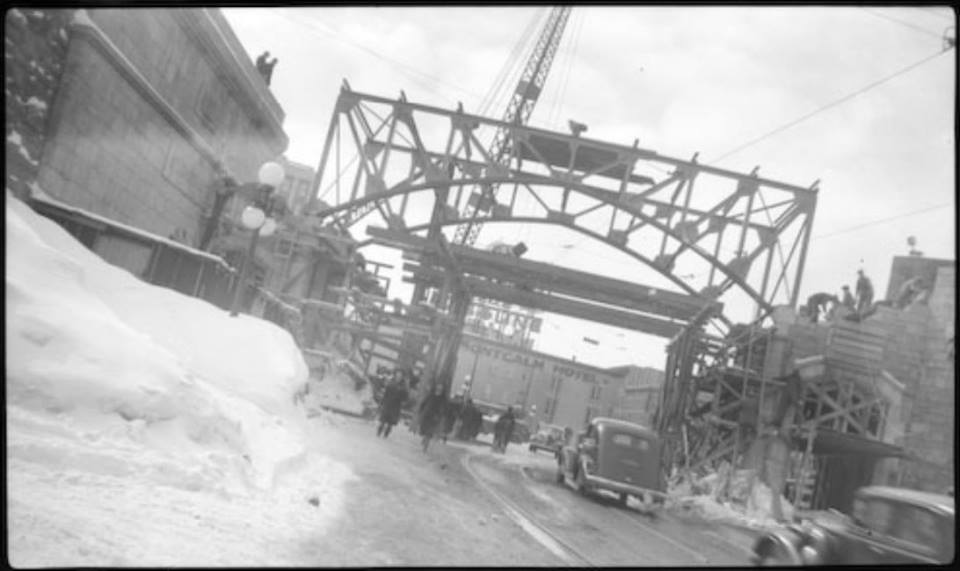
غير معروف، La Construction de la porte Saint-Jean، Québec ، c. 1938 - 1939.
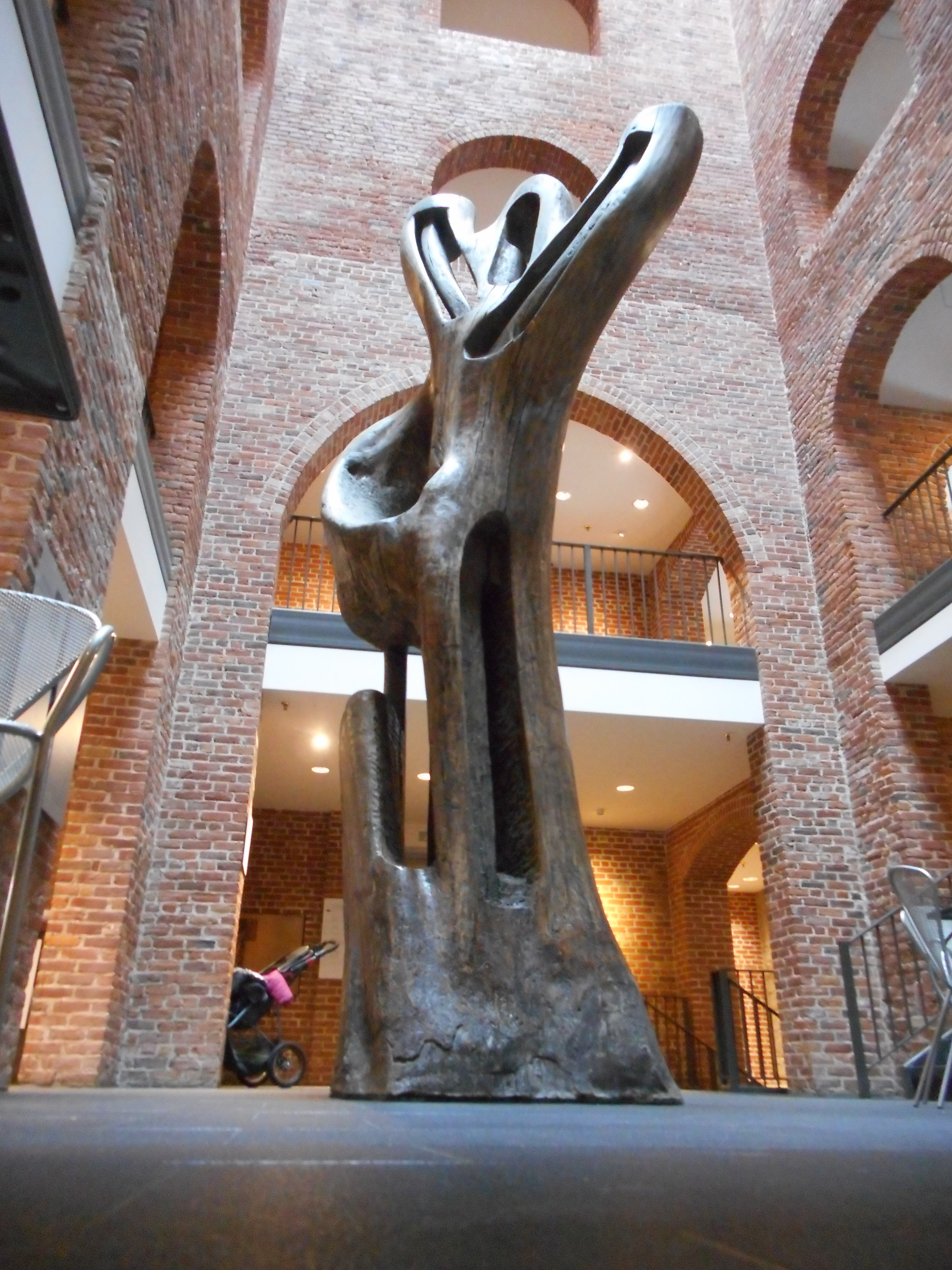
أرماند فيلانكورت  [لغات أخرى]‏ ، L'Arbre de la rue Durocher ، 1953–56.
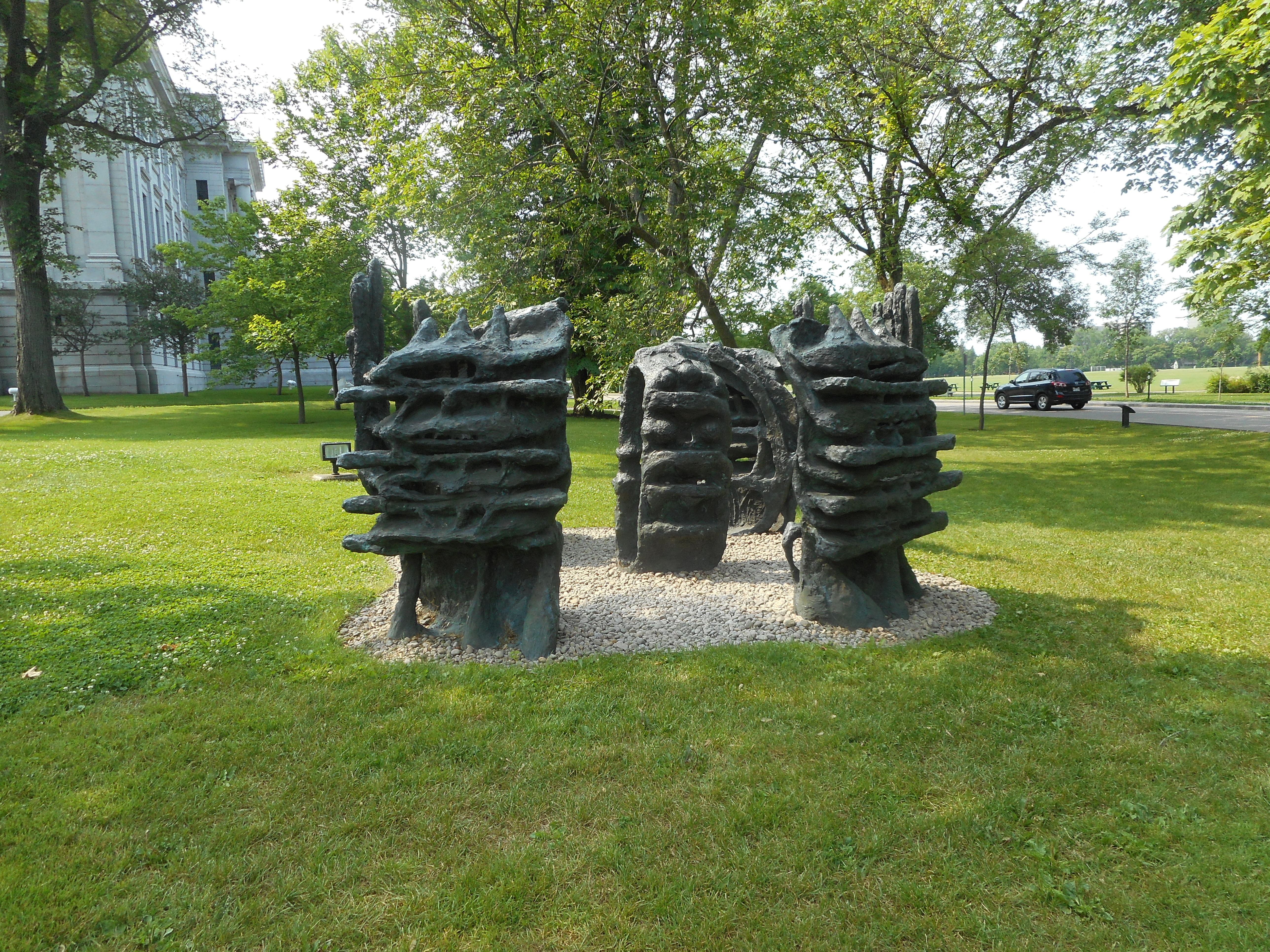
إتيان مارتن ، ديمير الثالث ، 1960.
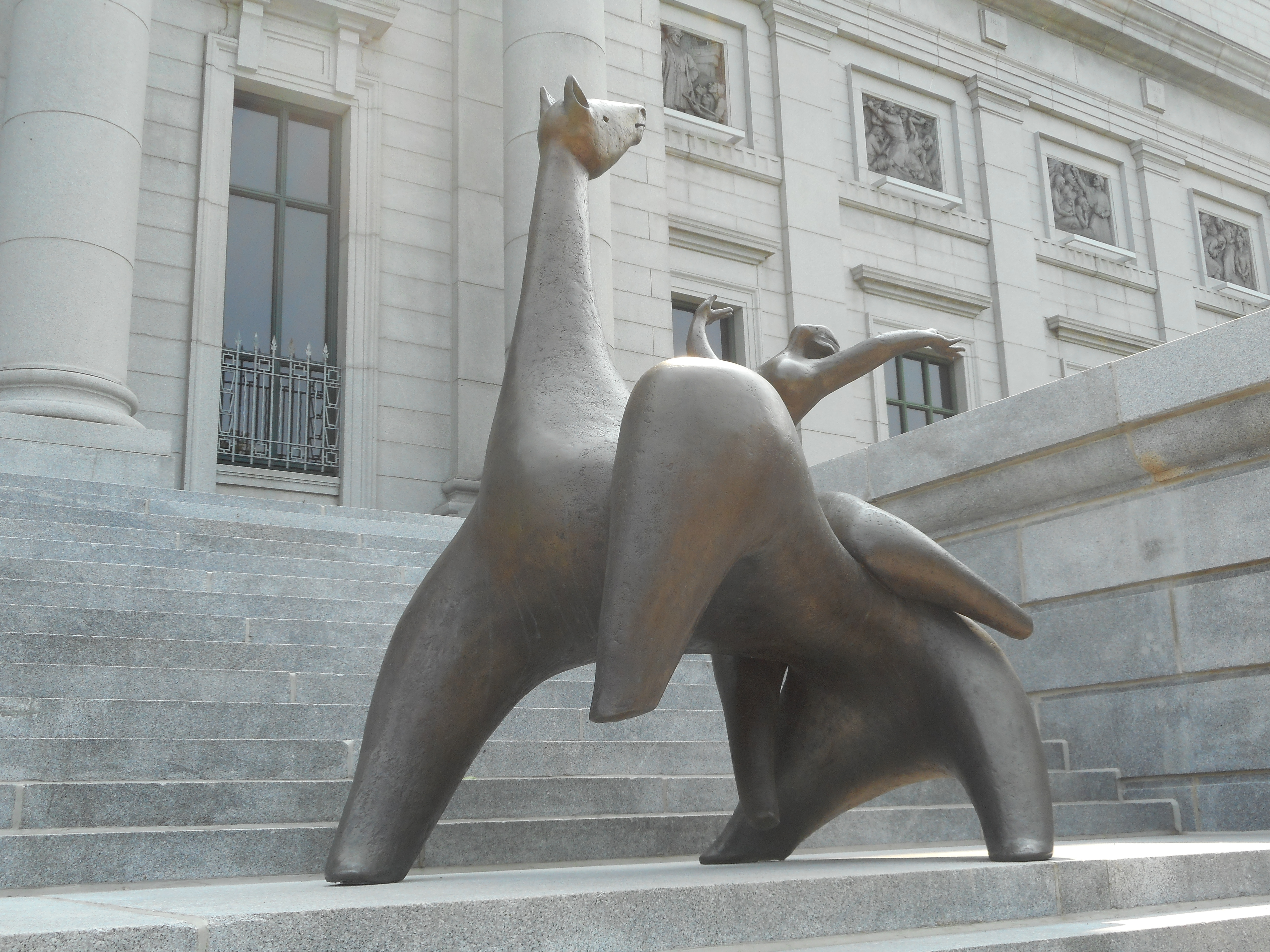
تشارلز داودلين  [لغات أخرى]‏ ، لا كافاليير ، 1963.
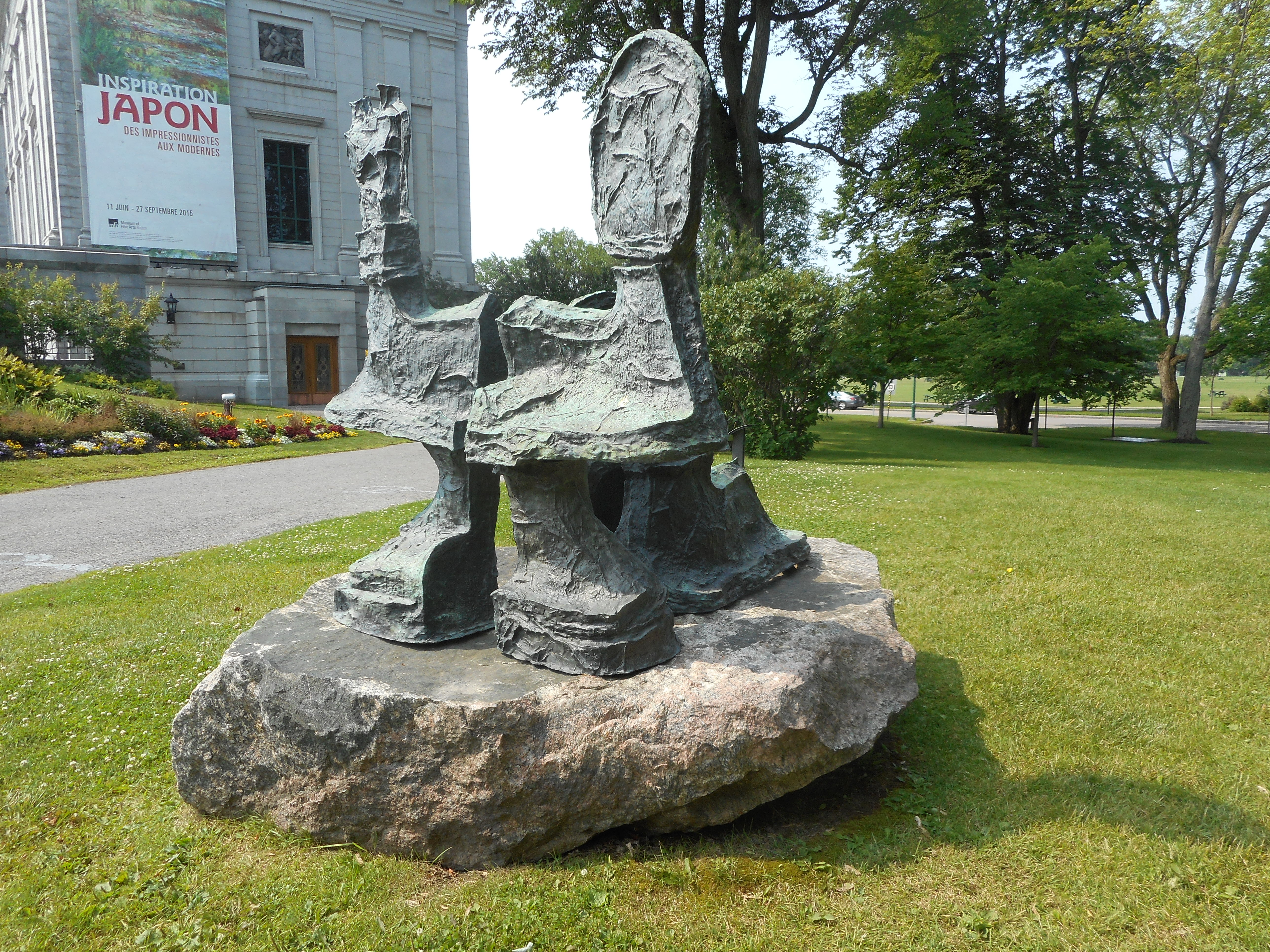
جان بول ريوبيل  [لغات أخرى]‏ ، La Victoire et le Sphinx ، 1963-65.
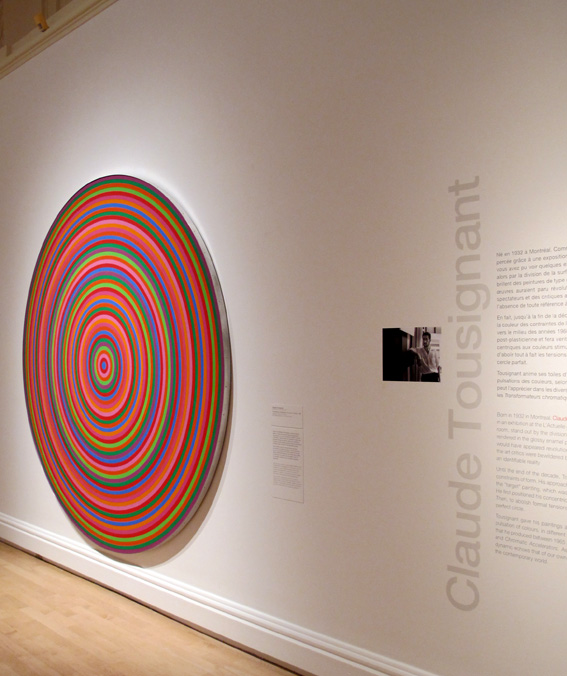
كلود توسينانت ، Accélérateur chromatique 1967 ، de l'album ، 1971.
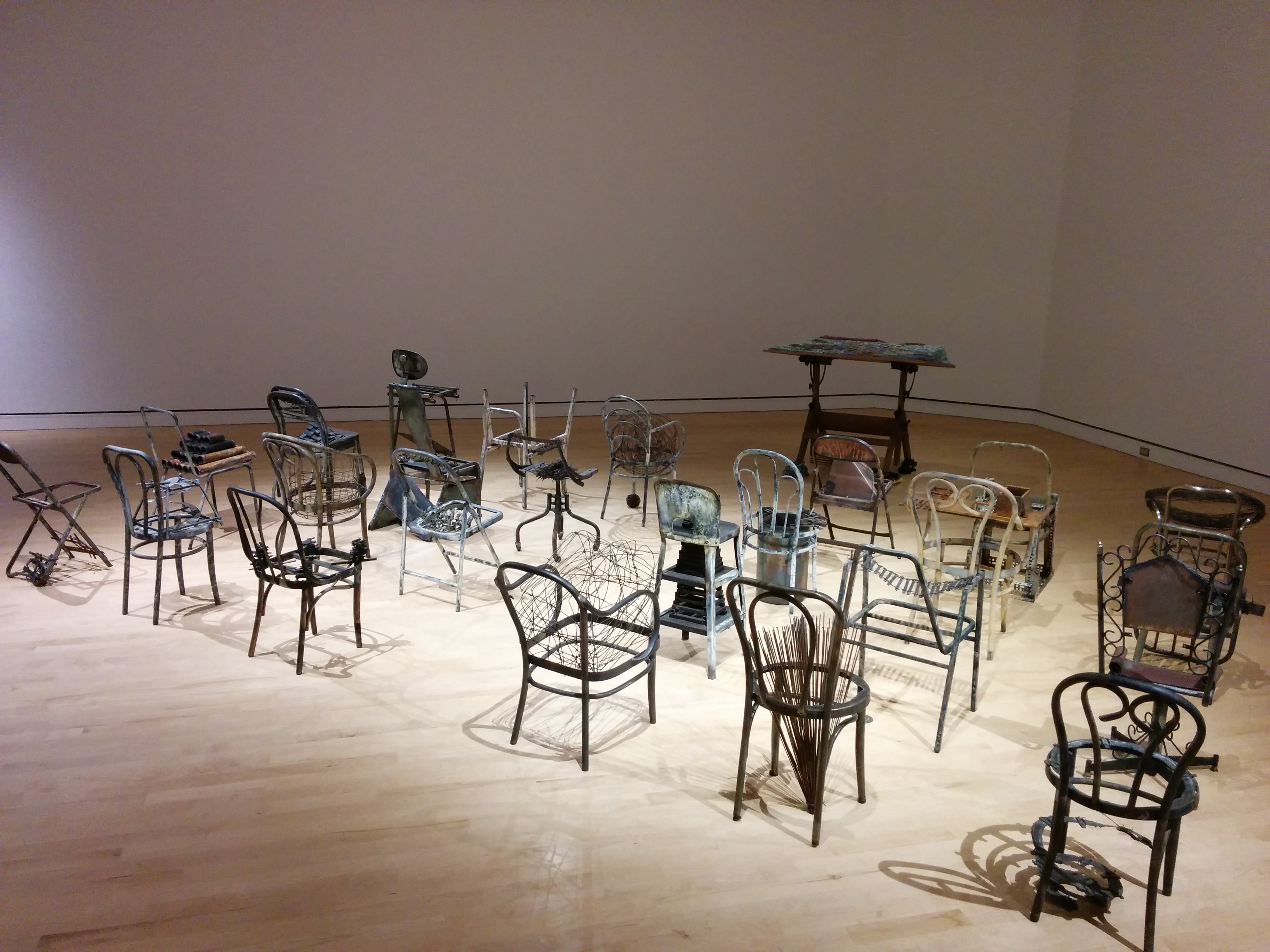
ميشيل جول ، Assemblée ، 1987.
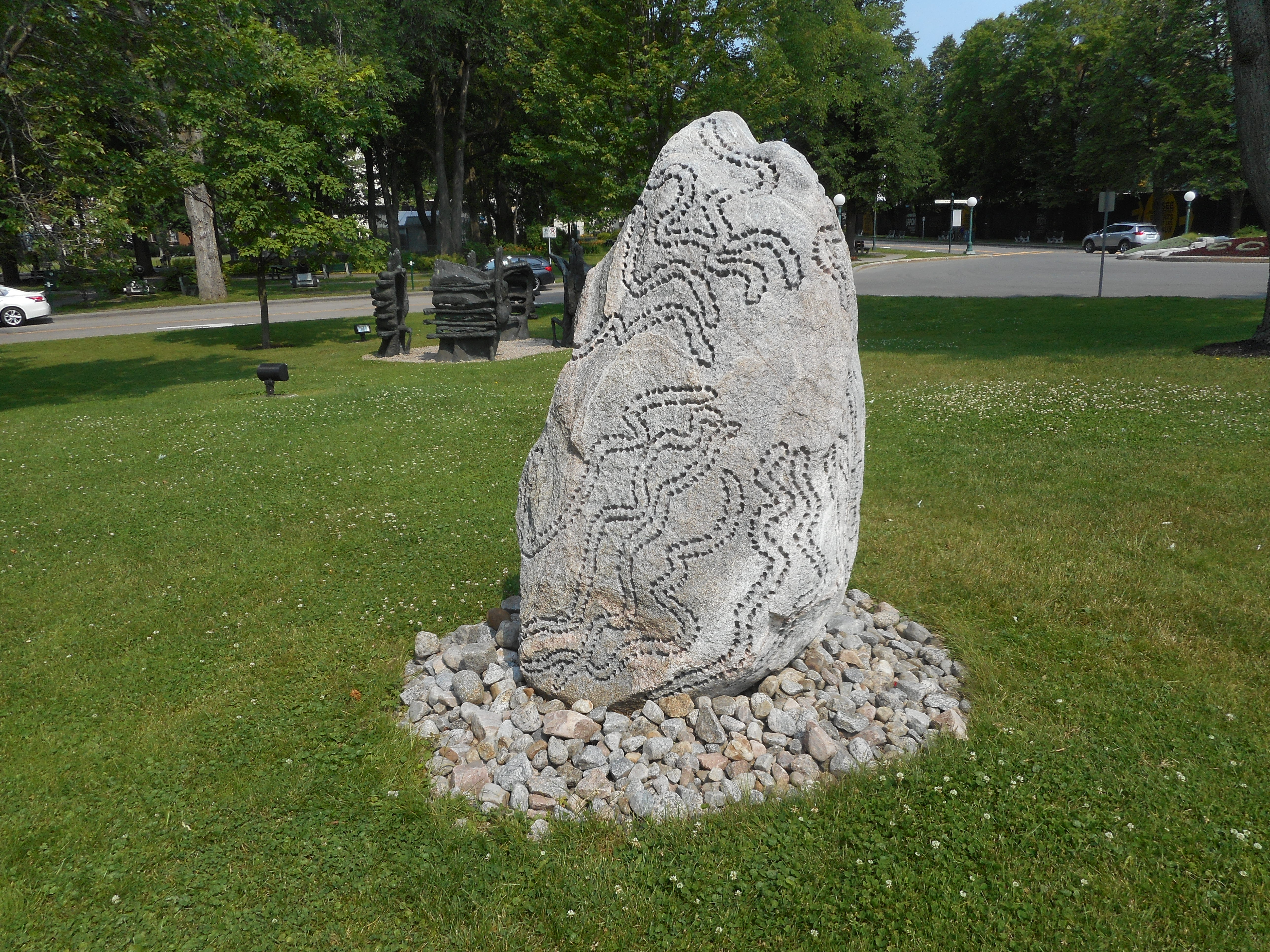
بيل فازان  [لغات أخرى]‏ ، Event Horizon ، 1989-1991.
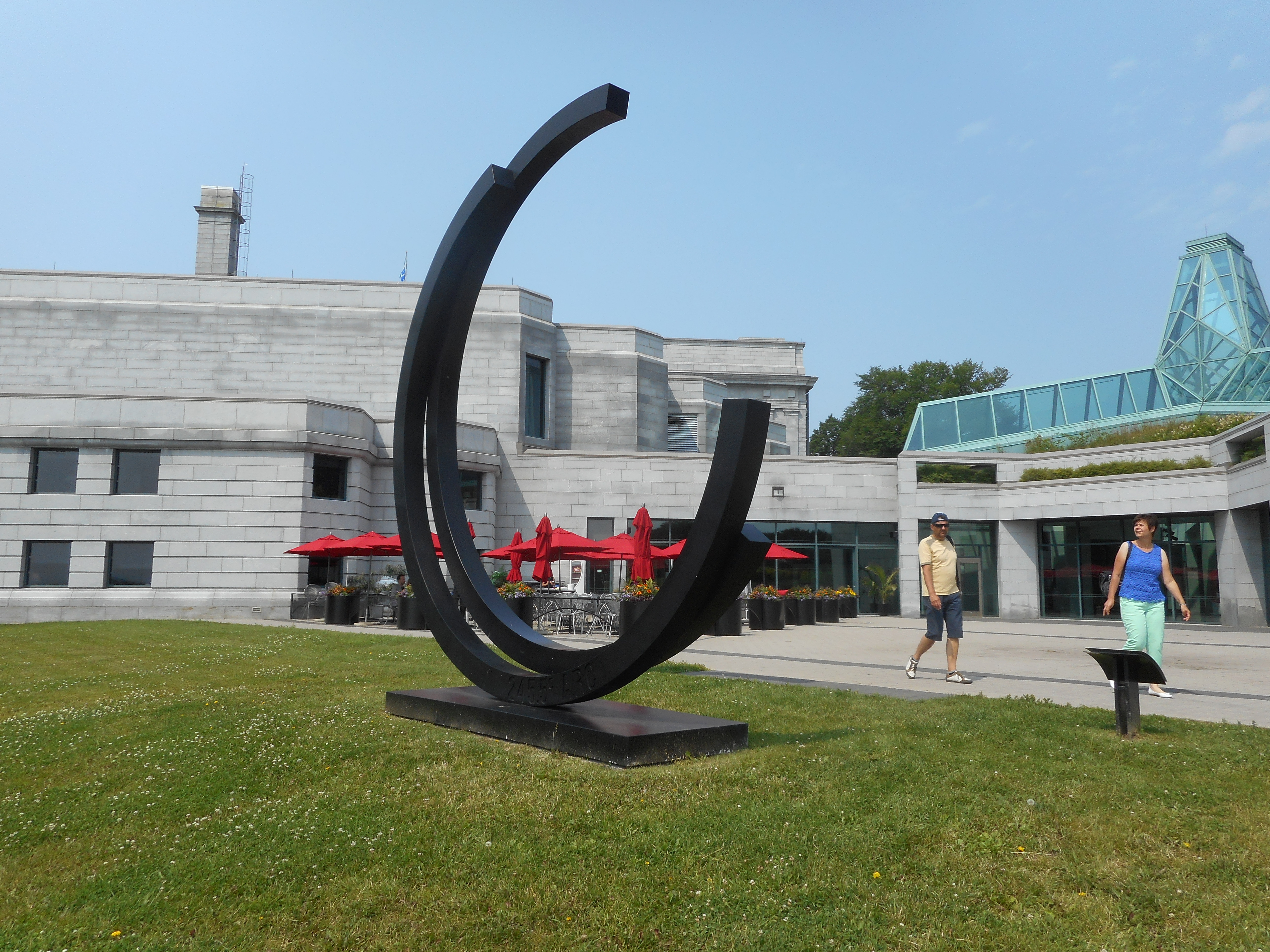
برنار فينيت  [لغات أخرى]‏ ، Deux Arcs de 245،5 ° ، 1997.

## المكتبة والمحفوظات
يدير المتحف أيضًا مكتبة ومحفوظات متخصصة في فن كيبيك. تحتوي المكتبة على أكثر من 13000 ملف سيرة ذاتية، بالإضافة إلى كتالوجات ودراسات ووثائق سمعية بصرية تتعلق بالفن في كندا وحول العالم.  يتطلب الوصول إلى مكتبة المتاحف والأرشيف تحديد موعد محدد مع المتحف. يمكن الوصول إلى الصناديق التي تم حوسبتها من CUBIQ ، الفهرس المركزي للمكتبات العامة في كيبيك. 

## روابط خارجية
- الموقع الرسمي